# Orinisobates microthylax
Orinisobates microthylax är en mångfotingart som beskrevs av Henrik Enghoff 1985. Orinisobates microthylax ingår i släktet Orinisobates och familjen tråddubbelfotingar. Inga underarter finns listade i Catalogue of Life.